# Menefeeceratops
Menefeeceratops foi um gênero de dinossauro ceratopsídeo cujos restos fósseis foram encontrados na Formação Menefee, no estado do Novo México, nos Estados Unidos. Viveu há cerca de 82 milhões de anos, no estágio Campaniano, final do período Cretáceo, sendo potencialmente o mais velho de todos os dinossauros ceratopsídeos já descoberto.

## Descoberta
O holótipo, NMMNH P-25052, de Menefeceratops foi descoberto por Paul Sealey em 1996 e posteriormente mencionado em um artigo em 1997, mas não recebeu um nome até ser revisitado em 2021 por Sebastian Dalman, Peter Dodson e colegas . O holótipo foi coletado na localidade NMMNH 3033 no Condado de Sandoval, Novo México, EUA, cujas rochas vieram das primeiras rochas da Campaniano do Membro Allison da Formação Menefee. O holótipo foi posteriormente coletado pelo Museu de História Natural do Novo México com permissão do Bureau of Land Management, dono da terra em que os fósseis foram encontrados e consistia em um crânio fragmentado, mandíbula, várias vértebras fragmentadas, algumas costelas, o lado esquerdo ílio e vários elementos fragmentados do membro. Menefeeceratops é o único membro de Centrosaurinae descrito do Novo México, enquanto muitos membros de Chasmosaurinae, como Pentaceratops e Sierraceratops, foram descritos do final do Campaniano e Maastrichtiano.
Menefeceratops é nomeado a partir do local onde os fósseis foram encontrados, e em homenagem a Paul Sealey, o pesquisador associado do NMMNH que originalmente os descobriu em 1996.

## Descrição

Tamanho comparado ao humano

Menefeceratops foi um dinossauro centrossaurino, sendo conhecido por um esqueleto parcial não articulado. Com base em comparações com outros gêneros relacionados, incluindo Styracosaurus, Vagaceratops e Centrosaurus, acredita-se que Menefeeceratops tivesse aproximadamente 4 a 4,5 metros de comprimento em vida.

## Classificação
Menefeceratops é membro da subfamília Centrosaurinae, uma família de dinossauros ceratopsídeos típicos da América do Norte. Com base nos depósitos fossíliferos da Formação Menefee, onde foi descoberto, é possívelmente um dos mais velhos fósseis de ceratopsídeos já descobertos, e indiscutivelmente o mais velho centrossaurino conhecido.
O cladograma abaixo segue a análise filogenética de Dalman e sua equipe feita na descrição do gênero em 2021.
|  | Crittendenceratops |
|  |                    |
|  | Yehuecauhceratops  |
|  |                    |
|  | Malta ceratopsian  |
|  |                    |
|  | Menefeeceratops    |
|  |                    |

|  | Sinoceratops                                                    |
|  |                                                                 |
|  | \| \| Wendiceratops \| \| \| \| \| \| Eucentrosaura \| \| \| \| |
|  |                                                                 |
|  | Wendiceratops                                                   |
|  |                                                                 |
|  | Eucentrosaura                                                   |
|  |                                                                 |

|  | Wendiceratops |
|  |               |
|  | Eucentrosaura |
|  |               |

|  | Sinoceratops                                                    |
|  |                                                                 |
|  | \| \| Wendiceratops \| \| \| \| \| \| Eucentrosaura \| \| \| \| |
|  |                                                                 |
|  | Wendiceratops                                                   |
|  |                                                                 |
|  | Eucentrosaura                                                   |
|  |                                                                 |

|  | Wendiceratops |
|  |               |
|  | Eucentrosaura |
|  |               |

|  | Sinoceratops                                                    |
|  |                                                                 |
|  | \| \| Wendiceratops \| \| \| \| \| \| Eucentrosaura \| \| \| \| |
|  |                                                                 |
|  | Wendiceratops                                                   |
|  |                                                                 |
|  | Eucentrosaura                                                   |
|  |                                                                 |

|  | Wendiceratops |
|  |               |
|  | Eucentrosaura |
|  |               |

|  | Sinoceratops                                                    |
|  |                                                                 |
|  | \| \| Wendiceratops \| \| \| \| \| \| Eucentrosaura \| \| \| \| |
|  |                                                                 |
|  | Wendiceratops                                                   |
|  |                                                                 |
|  | Eucentrosaura                                                   |
|  |                                                                 |

|  | Wendiceratops |
|  |               |
|  | Eucentrosaura |
|  |               |

|  | Crittendenceratops |
|  |                    |
|  | Yehuecauhceratops  |
|  |                    |
|  | Malta ceratopsian  |
|  |                    |
|  | Menefeeceratops    |
|  |                    |

|  | Sinoceratops                                                    |
|  |                                                                 |
|  | \| \| Wendiceratops \| \| \| \| \| \| Eucentrosaura \| \| \| \| |
|  |                                                                 |
|  | Wendiceratops                                                   |
|  |                                                                 |
|  | Eucentrosaura                                                   |
|  |                                                                 |

|  | Wendiceratops |
|  |               |
|  | Eucentrosaura |
|  |               |

|  | Sinoceratops                                                    |
|  |                                                                 |
|  | \| \| Wendiceratops \| \| \| \| \| \| Eucentrosaura \| \| \| \| |
|  |                                                                 |
|  | Wendiceratops                                                   |
|  |                                                                 |
|  | Eucentrosaura                                                   |
|  |                                                                 |

|  | Wendiceratops |
|  |               |
|  | Eucentrosaura |
|  |               |

|  | Sinoceratops                                                    |
|  |                                                                 |
|  | \| \| Wendiceratops \| \| \| \| \| \| Eucentrosaura \| \| \| \| |
|  |                                                                 |
|  | Wendiceratops                                                   |
|  |                                                                 |
|  | Eucentrosaura                                                   |
|  |                                                                 |

|  | Wendiceratops |
|  |               |
|  | Eucentrosaura |
|  |               |

|  | Sinoceratops                                                    |
|  |                                                                 |
|  | \| \| Wendiceratops \| \| \| \| \| \| Eucentrosaura \| \| \| \| |
|  |                                                                 |
|  | Wendiceratops                                                   |
|  |                                                                 |
|  | Eucentrosaura                                                   |
|  |                                                                 |

|  | Wendiceratops |
|  |               |
|  | Eucentrosaura |
|  |               |